# Gabinet Arthura Faddena
Gabinet Arthura Faddena – dwudziesty dziewiąty gabinet federalny Australii, urzędujący od 28 sierpnia do 7 października 1941 roku.   Był gabinetem koalicyjnym tworzonym przez Partię Zjednoczonej Australii (UAP) i Partię Wiejską (CP). Choć CP było w niej mniejszym partnerem, to właśnie lider tego ugrupowania, Arthur Fadden, pełnił funkcję premiera.

## Okoliczności powstania
Gabinet powstał w środku kadencji parlamentu po tym, jak znacząco obniżyło się poparcie dla dotychczasowego szefa rządu i zarazem lidera UAP Roberta Menziesa. Zrezygnował on z obu piastowanych stanowisk. Nowym liderem UAP został nestor australijskiej prawicy Billy Hughes, który z racji wieku i toczącej się wojny nie czuł się na siłach do kierowania gabinetem. W tej sytuacji stanowisko premiera federalnego objął lider drugiej partii koalicyjnej.

## Okoliczności dymisji
W październiku 1941 koalicja UAP-CP, która miała charakter mniejszościowy i opierała się na nieformalnym poparciu dwóch niezależnych członków Izby Reprezentantów, straciła ich głosy, gdyż zdecydowali się oni na współpracę z opozycyjną Australijską Partią Pracy (ALP). W tej sytuacji Fadden podał swój gabinet do dymisji, zaś kolejny utworzył lider ALP John Curtin.

## Skład
| stanowisko                                     | osoba             | partia |
| ---------------------------------------------- | ----------------- | ------ |
| premier                                        | Arthur Fadden     | CP     |
| minister skarbu                                | Arthur Fadden     | CP     |
| prokurator generalny                           | Billy Hughes      | UAP    |
| minister marynarki wojennej                    | Billy Hughes      | UAP    |
| minister koordynacji obronnej                  | Robert Menzies    | UAP    |
| minister wojsk lądowych                        | Percy Spender     | UAP    |
| wiceprzewodniczący Federalnej Rady Wykonawczej | George McLeay     | UAP    |
| minister zaopatrzenia i rozwoju                | George McLeay     | UAP    |
| minister sił powietrznych                      | John McEwen       | CP     |
| minister lotnictwa cywilnego                   | John McEwen       | CP     |
| minister informacji                            | Harry Foll        | UAP    |
| minister spraw wewnętrznych                    | Harry Foll        | UAP    |
| minister gospodarki                            | Earle Page        | CP     |
| minister spraw zagranicznych                   | Frederick Stewart | UAP    |
| minister zdrowia                               | Frederick Stewart | UAP    |
| minister służb społecznych                     | Frederick Stewart | UAP    |
| minister ds. uzbrojenia                        | Philip McBride    | UAP    |
| minister handlu i ceł                          | Eric Harrison     | UAP    |
| minister pracy i robót publicznych             | Harold Holt       | UAP    |
| minister ds. repatriacji                       | Herbert Collett   | UAP    |
| minister poczty                                | Thomas Collins    | CP     |
| minister ds. produkcji lotniczej               | John Leckie       | UAP    |
| minister transportu                            | Larry Anthony     | CP     |
| minister ds. wojennej organizacji przemysłu    | Eric Spooner      | UAP    |
| minister bezpieczeństwa wewnętrznego           | Joe Abbott        | CP     |
| minister ds. terytoriów zewnętrznych           | Allan MacDonald   | UAP    |